# Speonebalia cannoni
Speonebalia cannoni — вид тонкопанцирних ракоподібних родини Nebaliidae.

## Поширення
Вид є ендеміком островів Кайкос. Виявлений у двох печерах (Airport Cave та The Hole) на острові Провіденсьялес.

## Опис
Невеликий рачок завдовжки 8-11 мм.

## Спосіб життя
Вид виявлений у солених пещерних озерах. Озера багаті на органічні речовини. Вважається, що вид живиться органічними рештками. Самиця виношує ікру в порожнині під панциром.